# 芳草碧連天 (電視劇)
《芳草碧連天》是大愛電視台「大愛真實人生劇場系列」，製作人陳慧玲、林玉清，導演周曉鵬，主演楊貴媚、孫鵬、林嘉俐、蘇炳憲、高慧君、洪瑞襄，2009年7月6日起於《大愛劇場》時段（台灣時間每天晚上8:00）首播。高慧君因此劇獲得第45屆電視金鐘獎「戲劇節目女配角獎」。

## 演員陣容

### 主要演員
| 演員   | 角色     | 介紹                               |
| 楊貴媚 | 高陳阿罔 | 高家的童養媳。                     |
| 孫鵬   | 高阿和   | 高家的長子，阿罔的丈夫。           |
| 林嘉俐 | 高金英   | 阿罔、阿和的大女兒，魏宏安的妻子。 |
| 蘇炳憲 | 魏宏安   | 高金英的丈夫。                     |
| 高慧君 | 魏杏芬   | 魏宏安、高金英的大女兒。           |
| 洪瑞襄 | 魏杏娟   | 魏宏安、高金英的二女兒。           |
| 阿Ben  | 魏良旭   | 魏宏安、高金英的兒子。             |

### 其他演員
| 演員   | 角色   | 介紹                             |
| 高捷   | 高父   | 高阿和、高生的父親，中醫師。     |
| 吳鈴山 | 高生   | 高阿和的弟弟，陳味的丈夫。       |
| 黃采儀 | 陳味   | 高生的妻子。                     |
| 方大緯 | 高明賢 | 高生、陳味的長子。               |
| 陳妍安 | 高富美 | 阿罔、阿和的小女兒，金英的妹妹。 |
| 傅雷   | 魏父   | 魏宏安的父親。                   |
| 馬惠珍 | 魏母   | 魏宏安的母親。                   |
| 謝承均 | 曾敦化 | 魏杏芬的丈夫。                   |
| 蔣偉文 | 胡大石 | 魏杏娟的丈夫。                   |
| 徐小可 | 阮定珠 | 魏良旭的妻子。                   |

### 特別演出
- 謝坤山-與杏芬相約去慈濟分會的師兄。
- 殷正洋-慈濟師兄，在杏芬病房裡演唱「送別」。

## 電視劇歌曲
- 守候：主唱高慧君，詞曲吳嘉祥。
- 花園：主唱洪瑞襄，作詞蕭人鳳，作曲十方。

## 外部連結
- 官方网站－台視（繁體中文）
- 互联网电影数据库（IMDb）上《芳草碧連天》的资料（英文）
- . 台灣電視公司. 2014-12-09  [2025-05-10] （中文（臺灣））.